# Трент (Јужна Дакота)
Трент (енгл. Trent) град је у америчкој савезној држави Јужна Дакота.

## Демографија
По попису из 2010. године број становника је 232, што је 22 (-8,7%) становника мање него 2000. године.
| Група             | 2000.       | 2010.       |
| Белци             | 248 (97,6%) | 211 (90,9%) |
| Афроамериканци    | 0 (0,0%)    | 2 (0,9%)    |
| Азијати           | 0 (0,0%)    | 2 (0,9%)    |
| Хиспаноамериканци | 1 (0,4%)    | 1 (0,4%)    |
| Укупно            | 254         | 232         |